# MR Bogie Coal Wagon 346
1902 schaffte die britische Midland Railway (MR) die ersten offenen Güterwagen mit Drehgestellen für den Kohle- und Erztransport (im Englischen mit Bogie Coal Wagon bezeichnet) nach Musterblatt 346 an.

## Geschichte
Viele britische Eisenbahngesellschaften erprobten ab 1900 den Einsatz von Güterwagen mit Drehgestellen. Eine der ersten war 1901 die Caledonian Railway mit ihren Erzwagen nach Musterblatt 54. Die MR entschied sich 1902 für den Kauf von 30 sehr ähnlichen Erz- und Kohlewagen in Ganzstahlbauweise bei der Leeds Forge Company.
Die Wagen wurden bei Leeds Forge einem Belastungstest unterzogen und mit 90 t Stahlplatten beladen. 83 t waren über die gesamte Wagenlänge verteilt und 7 t in der Wagenmitte. Dabei zeigte sich in der Mitte eine leichte Durchbiegung um 22 mm, die aber nach dem Entfernen der Ladung wieder zurückging und keinerlei bleibende Schäden hinterließ.
Die Gesellschaft ließ außerdem testweise bei der American Car and Foundry Company (Musterblatt 347) und der Birmingham Railway Carriage and Wagon Company (Musterblatt 348) jeweils mindestens einen ähnlichen Wagen mit fast identischen Abmessungen bauen. Der Hauptunterschied bestand in der unterschiedlichen Bauart der Drehgestelle.
Die Wagen waren, wie fast alle Güterwagen der MR, hellgrau lackiert und weiß beschriftet.
Wie lange diese Wagen im Einsatz waren, ist nicht genau bekannt.